# Kelapa Sebatang
Kelapa Sebatang is een bestuurslaag in het regentschap Labuhan Batu Utara van de provincie Noord-Sumatra, Indonesië. Kelapa Sebatang telt 1822 inwoners (volkstelling 2010).